# Альбиния
Альбиния (итал. Albinia) — фракция коммуны Орбетелло в провинции Гроссето в области Тоскана Итальянской Республики. По данным XIV переписи населения Италии 2001 года, численность населения составляла 2597 человек. 

## География

### Географическое положение
Находится в географической области Маремма в итальянском регионе Тоскана, на побережье Тирренского моря. Располагается в 12 км к северу от административного центра коммуны — города Орбетелло. Высота над уровнем моря — 2 м.

### Климат
По Классификации климатов Кёппена, климат селения определяется как Csa — Средиземноморский климат. Температура здесь в среднем 16,3 °C. Среднегодовая норма осадков — 825 мм.

## Достопримечательности
Вблизи города располагается Форте-делле-Салине — крепость середины XV века.

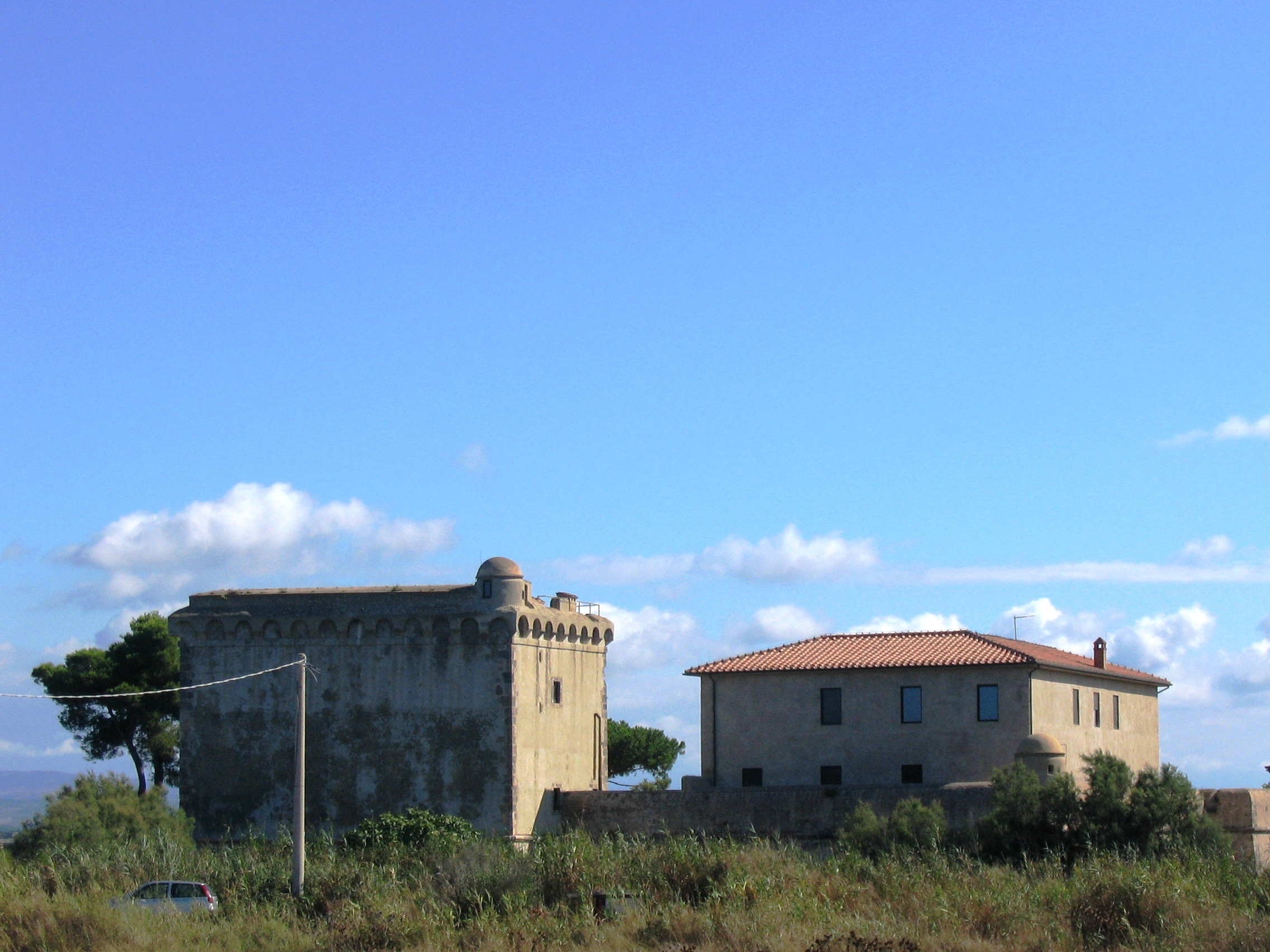
Крепость Форте-делле-Салине

В городе находится историко-этнографический Музей крестьянской культуры.